# Vallentinia falklandica
Vallentinia falklandica är en nässeldjursart som beskrevs av Browne 1902. Vallentinia falklandica ingår i släktet Vallentinia och familjen Olindiasidae. Inga underarter finns listade i Catalogue of Life.